# Grades (Gemeinde Metnitz)

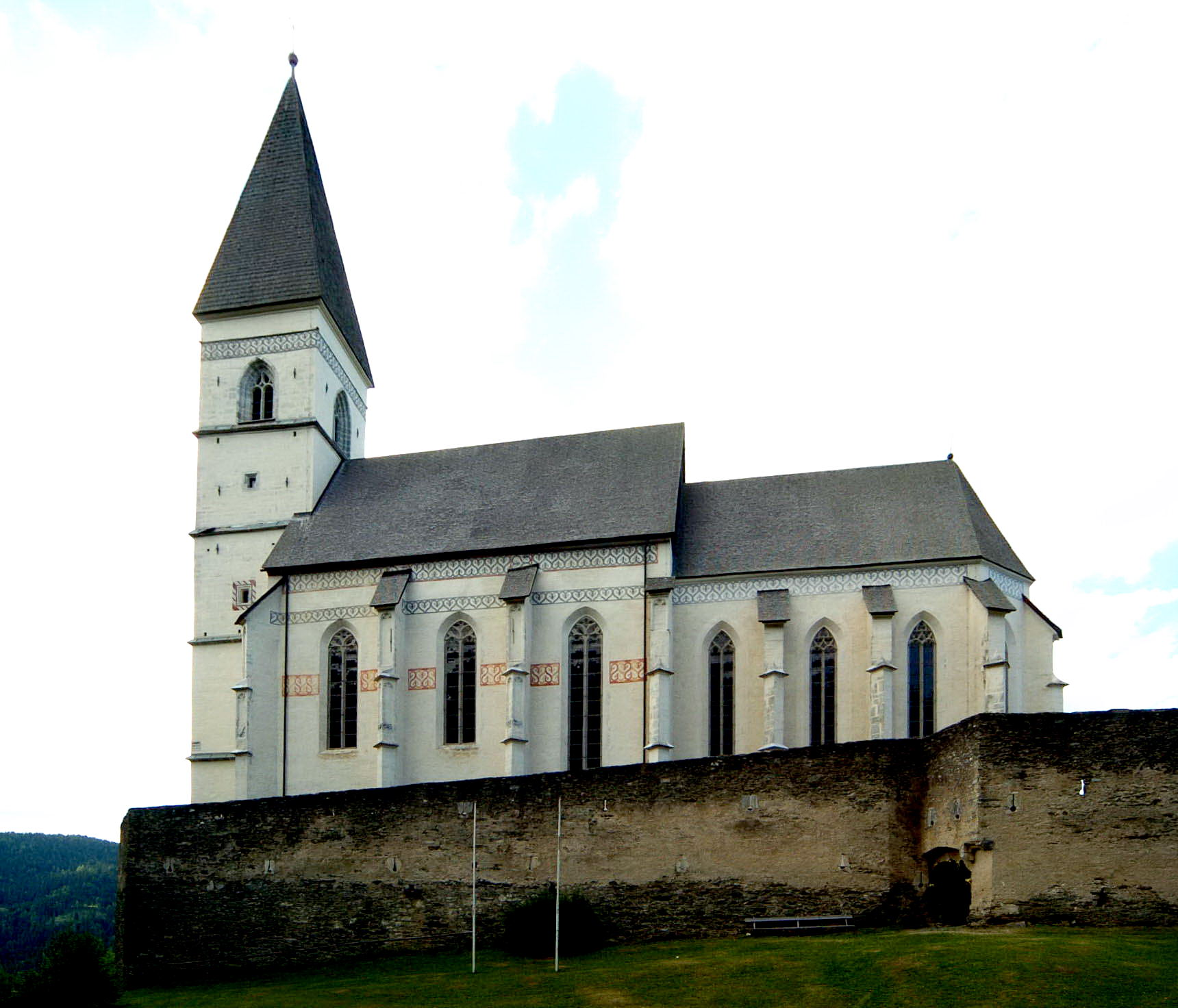
Wallfahrts- und Wehrkirche Heiliger Wolfgang ober Grades

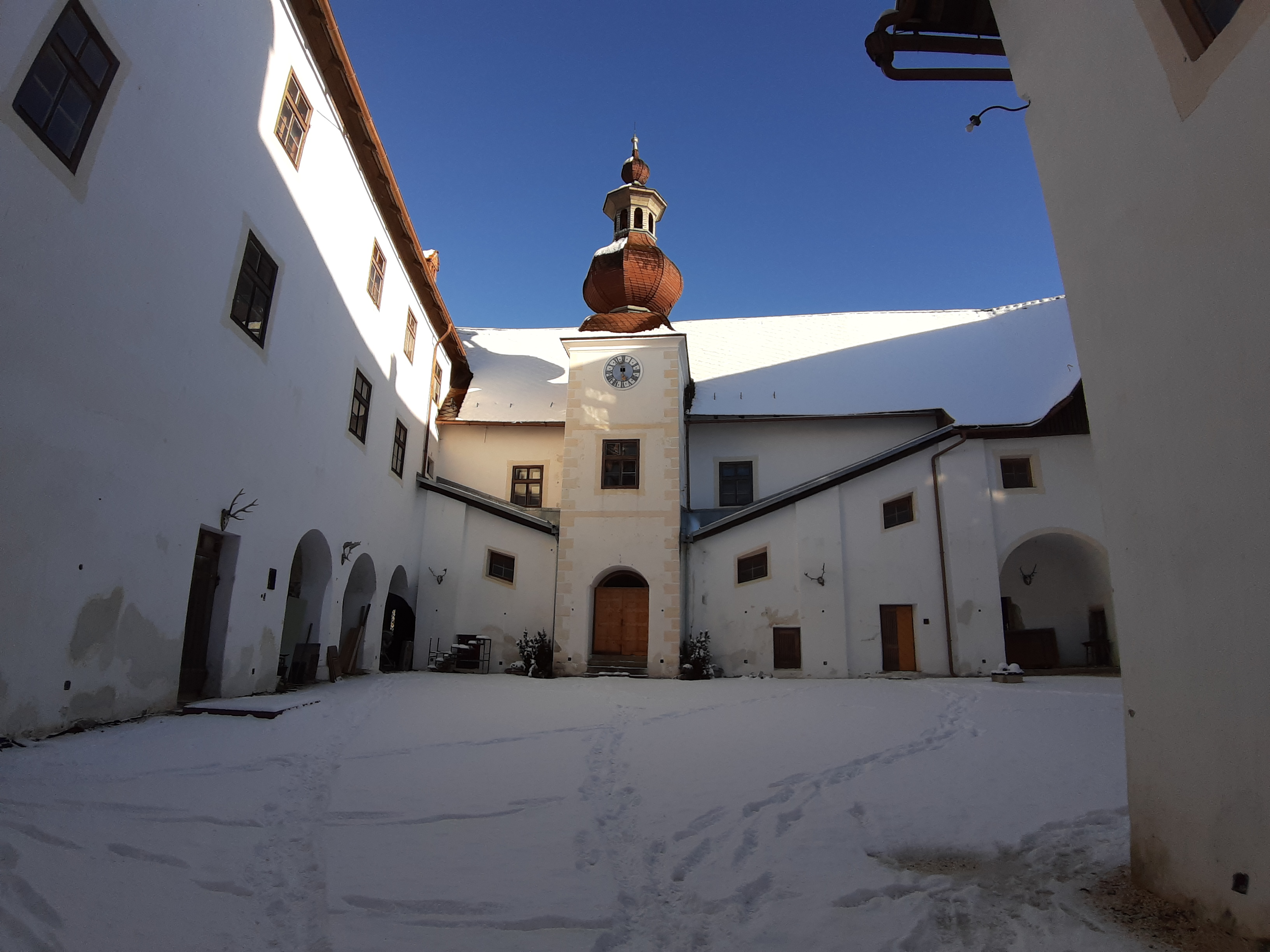
Schloss Grades

Grades ist eine auf 864 m gelegene Ortschaft in der Marktgemeinde Metnitz im Bezirk Sankt Veit an der Glan, Kärnten. Die Ortschaft, die einst Hauptort des Steuerbezirks Grades und später der bis 1973 bestehenden Marktgemeinde Grades war, liegt in der Katastralgemeinde Grades. Die Ortschaft hat 301 Einwohner (Stand 1. Jänner 2024).

## Lage
Die Ortschaft liegt rechtsseitig im oberen Metnitztal: Das Schloss Grades befindet sich auf Felsen über einer Engstelle des Metnitztals, dahinter auf einer Terrasse ist der Kern der Ortschaft, eine planmäßige Marktsiedlung. Unterhalb des Ortskerns befindet sich am Talboden die Siedlung Niedermarkt.

## Bevölkerungsentwicklung
- 1869: 55 Häuser, 325 Einwohner (außerdem, damals als eigene Ortschaft geführt: Schloss Grades 3 Häuser, 30 Einwohner)[2]
- 1880: 58 Häuser, 333 Einwohner[3]
- 1890: 58 Häuser, 370 Einwohner[4]
- 1900: 57 Häuser, 363 Einwohner (davon Dorf Grades 50 Häuser, 321 Einwohner; Schloss 3 Häuser, 22 Einwohner; Niedermarkt 4 Häuser, 20 Einwohner)[5]
- 1910: 61 Häuser, 396 Einwohner (davon Dorf Grades 55 Häuser, 337 Einwohner; Schloss 3 Häuser, 44 Einwohner; Niedermarkt 3 Häuser, 15 Einwohner)[6]
- 1961: 76 Häuser, 428 Einwohner (davon Dorf Grades 66 Häuser, 379 Einwohner; Niedermarkt 10 Häuser, 49 Einwohner)[7]
- 1991: 362 Einwohner[8]
- 2001: 115 Gebäude, 373 Einwohner[9]
- 2011: 121 Gebäude, 329 Einwohner[10]
- 2021: 122 Gebäude, 301 Einwohner, 128 Haushalte, 16 Arbeitsstätten[11]

## Ortschaftsbestandteile
Zur Ortschaft zählen neben dem eigentlichen Hauptort noch die Rotte Niedermarkt, Schloss Grades (das um 1870 vorübergehend als eigene Ortschaft genannt wurde) und oberhalb des Ortskerns die Kirche St. Wolfgang. Zeitweise wurden für die Ortschaftsbestandteile Schloss und Niedermarkt die Einwohnerzahlen getrennt ausgewiesen.

## Geschichte
Der Name „Grades“ leitet sich vom slowenischen „gradišče“ (=Burgstall) ab. Namensgeber dürfte das Schloss Grades sein, das vermutlich von Bischof Heinrich I. von Gurk um 1173 erbaut wurde. Östlich unterhalb des Schlosses befand sich im Talboden die alte Siedlung Niedermarkt. Südlich des Schlosses wurde im 13. Jahrhundert planmäßig eine Marktsiedlung angelegt, die den Kern der heutigen Ortschaft Grades bildet und 1346 das Marktrecht erhielt. Der Ort wurde schon im 13. Jahrhundert befestigt, doch ist die Befestigung wieder abgekommen. Lediglich im Kern des Hauses Hauptplatz Nr. 6 ist der Rest eines ehemaligen Wehrturms erhalten. Ab Anfang des 14. Jahrhunderts befand sich ein Landgericht in Grades. Ende des 15. Jahrhunderts wurde die Wallfahrtskirche St. Wolfgang ob Grades errichtet und mit einer mächtigen Wehranlage versehen. 1570 wurde dem Markt ein Wappen verliehen. Als Ende des 18. Jahrhunderts in Kärnten Steuergemeinden (später: Katastralgemeinden) gebildet und Steuerbezirken zugeordnet wurden, wurde Grades Hauptort des Steuerbezirks Grades. Im Zuge der Reformen nach der Revolution 1848/49 wurden die Steuerbezirke aufgelöst und die Möglichkeit geschaffen, dass sich mehrere Katastralgemeinden zu einer Ortsgemeinde zusammenschließen konnten. Grades wurde Hauptort der so aus dem Zusammenschluss der Katastralgemeinden Grades und Feistritz entstandenen Gemeinde Grades. Im Zuge der Strukturreformen Anfang der 1970er-Jahre ging die Gemeinde Grades in der Gemeinde Metnitz auf, zu der die Ortschaft Grades seither gehört.

## Kunst und Kultur
Eine Sehenswürdigkeit von Grades ist die spätgotische Wallfahrtskirche St. Wolfgang ob Grades. Sie wurde 1453–74 erbaut und wird von einer bis zu 9 m hohen Wehrmauer umschlossen. Mit einem großen Flügelaltar (um 1520) ist die Kirche eine der beeindruckendsten Bauten der Spätgotik in Kärnten.
Schloss Grades ist im Rahmen von Führungen und kulturellen Veranstaltungen zu besichtigen. Die heutige Anlage verfügt über Bauteile zahlreicher Epochen. Während der äußere Zustand seit dem Spätmittelalter nur eingeschränkt verändert wurde, verfügt das Haus im Inneren über qualitativ hochwertige, restaurierte Prunkräume aus der Barockzeit, Stuckdecken, Deckengemälde und eine Kapelle.
Am Ostende des Marktplatzes befindet sich die dem heiligen Andreas geweihte Pfarrkirche Grades.
An der Fassade des Hauses Grades Markt 55, Brunnwirt, ist ein Freskenzyklus von Switbert Lobisser.

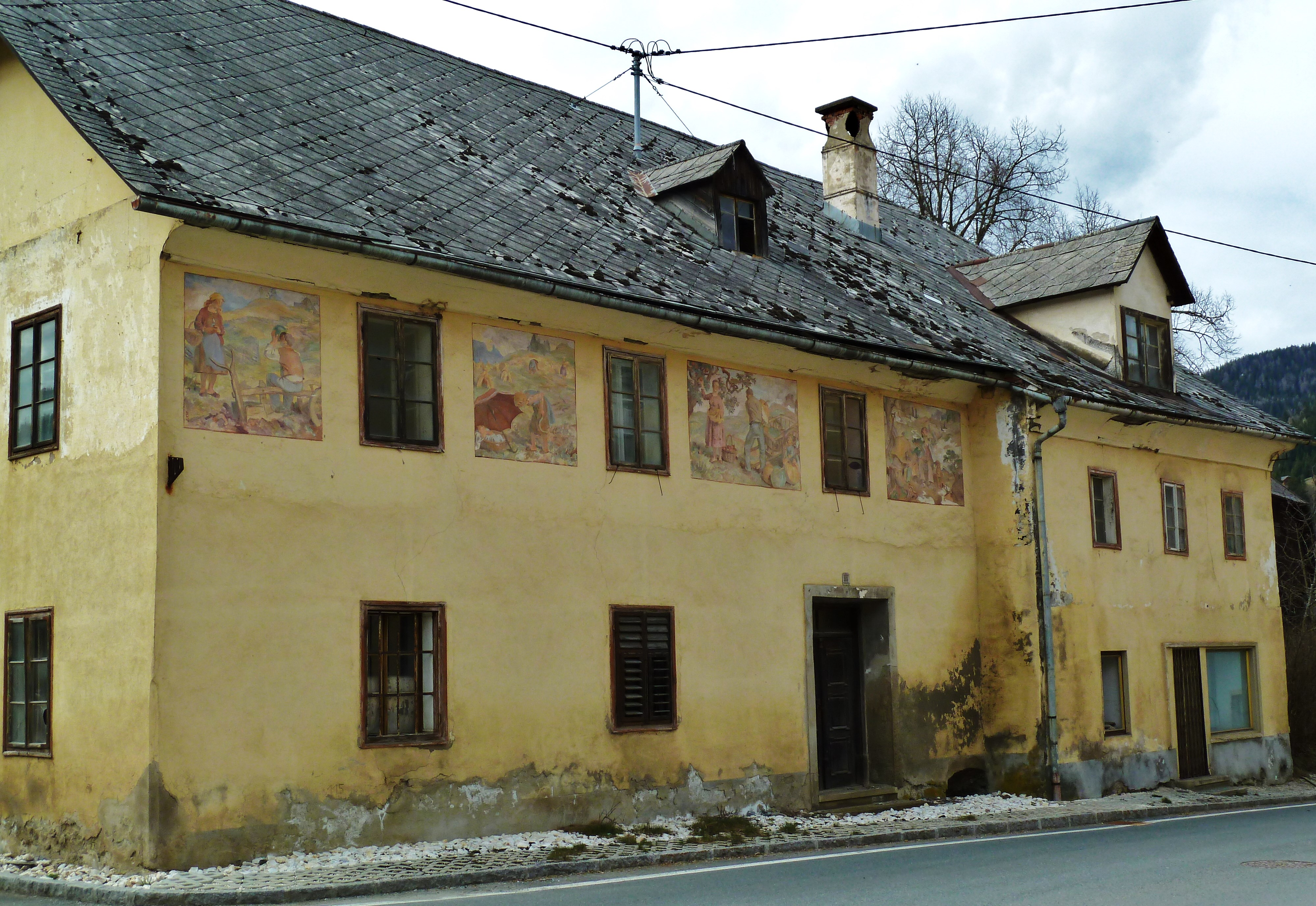
Grades Markt 55, Brunnwirt, mit Fresken von Switbert Lobisser
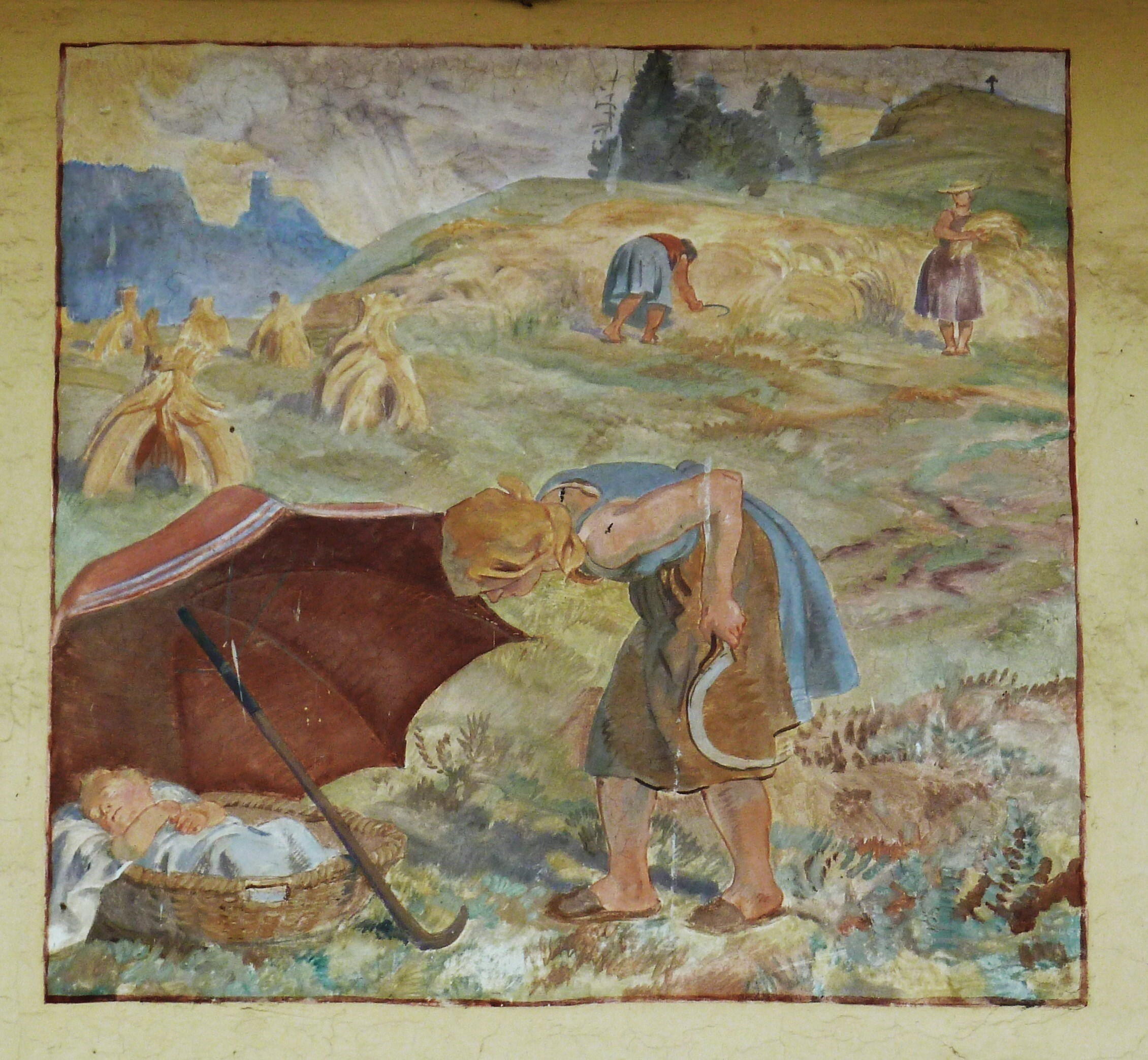
Lobisser-Fresko am Haus Markt 55

## Sport
- SV Oberes Metnitztal (Fußball)

Seit dem Gründungsjahr 1966 trägt der SV Oberes Metnitztal seine Heimspiele in Grades aus. Aktuell spielt der SVOM in der 1. Klasse C. Den bisherigen Höhepunkt erlebte das Team, als es als Meister der 1. Klasse C (nach der Saison 2000/01) den Durchmarsch über die Unterliga Ost in die Kärntner Liga schaffte und dort bis einschließlich 2006/07 spielte. Jedoch ging es danach ebenso schnell wieder in die 1. Klasse, der Abstieg erfolgte bereits in der Saison 2007/08.
- ASKÖ Grades/Metnitz (Eishockey)

Bis zur Saison 2010/11 trug der ASKÖ Grades/Metnitz seine Heimspiele im Rahmen der Kärntner Eishockeymeisterschaft in Grades aus. Mit Beginn der Saison 2011/12 wechselte man allerdings in eine neue Eisarena nach Metnitz. Gespielt wird aktuell in der Unterliga Ost.
- Tennisklub Grades

Gegründet 1982, spielt der Tennisklub Grades im Rahmen einer Kooperation mit dem Tennisverein Metnitz in der 3. Klasse KL3 E der Kärntner Tennismeisterschaft.